# 火炬行動
火炬行動（最初被他人稱為體育專家行動）是第二次世界大戰中美國及英國在1942年11月8日至11月10日間攻打法屬北非的軍事行動。
蘇聯對美國及英國施加壓力，要求儘快在歐洲展開軍事行動及開闢第二戰場以減輕德國軍隊對蘇聯紅軍的壓力，當美軍指揮官贊同大鎚行動，儘快在歐洲佔領區登陸時，英軍指揮官相信這類型行動將會導致災難，因此建議以進攻法屬北非來代替，以消滅在北非的軸心國軍隊、從意大利手中重奪在地中海的制海權及為準備在1943年入侵歐洲南部作好準備，美國總統富蘭克林·羅斯福懷疑盟軍如果进攻非洲就排除了在1943年入侵歐洲的可能性，但同意支持英國首相溫斯頓·邱吉爾。

## 背景

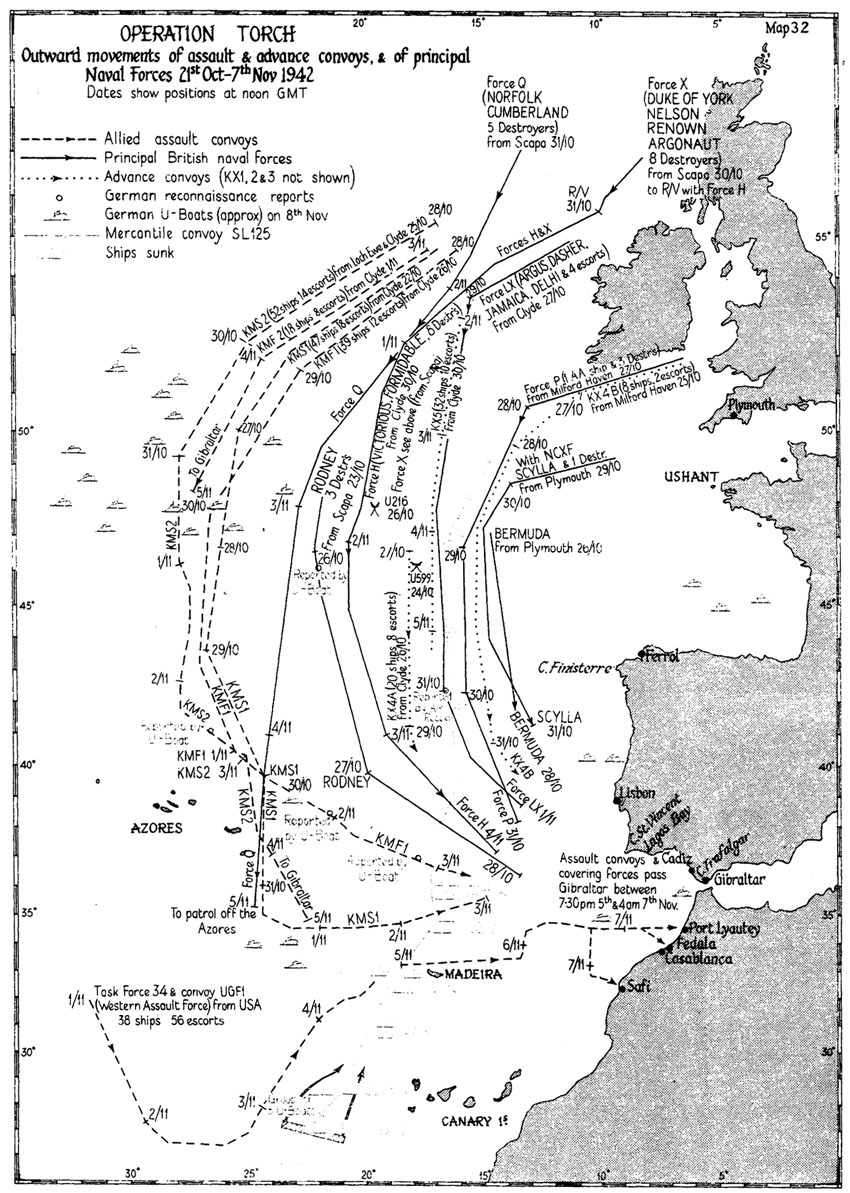
艦隊的突擊及前進路線圖

同盟國計劃了英美入侵非洲西北部 — 摩洛哥及阿爾及利亞，這些土地控制在維琪法國政府手中，维希法國有大約60,000名士兵及海岸炮台在摩洛哥，有坦克及飛機支援，在卡薩布蘭卡駐有10艘或以上戰列艦及11艘潛艇，盟軍相信維琪法國軍隊不會對抗盟軍，部分原因是在阿爾及利亞的美國大使羅拔·戴利·梅菲提供的情報，但是他們對英國人懷有敵意，因為維琪法國海軍怨恨1940年英軍攻擊在米爾斯克比爾的法國艦隊，因此對在北非的法國軍隊懷有同情心是正常的，因此計劃是建基於合作而不是抵抗，盟軍希望快速向東進入突尼西亞及進攻德軍的側翼，德懷特·艾森豪將軍被任命為行動總指揮，他在直布羅陀設立了司令部，盟國海軍總指揮是安德魯·布朗·康寧漢；其副手是伯特倫·拉姆齊海軍中將負責計劃登陸事宜。

### 初步接觸
為評估維琪法國軍隊的意向，梅菲被任命為美國在阿爾及利亞的特使，其主要任務是試探法國軍隊的心情及與可能支持盟軍入侵的人士建立溝通，他成功的與數名法國軍官建立溝通關係包括查理·伊曼紐爾將軍，他是法國在阿爾及爾的最高軍事將官，他們願意和盟軍合作，但要求與一名盟軍高級軍官在阿爾及爾進行一次秘密會議，艾森豪派出他的高級指揮官馬克·韋恩·克拉克中將乘坐潛艇六翼天使號前往阿爾及爾的歇爾謝爾及在1942年10月21日與這些法國高級軍官會晤。
盟軍亦成功與反對維琪法國的亨利·吉羅將軍在潛艇上會面，希望他在盟軍入侵後出任在北非的法國軍隊總司令，但是，吉羅要求出任盟軍入侵部隊總司令，而這個職位已經由艾森豪出任，當他被拒絕後，他決定繼續其在這件事上的觀察者的角色。

## 戰役
盟軍計劃了3個分別同時進行的登陸行動以攻佔在摩洛哥及阿爾及利亞上的主要港口，目標包括卡薩布蘭卡、奧蘭及阿爾及爾。
西部特混編隊（目標是卡薩布蘭卡）由美軍單位組成，由美國喬治·巴頓將軍指揮及亨利·K·休伊特海軍中將指揮海上作戰，西部特混編隊包括美軍第2裝甲師、第3步兵師及第9步兵師，人數總共為35,000人，他們由美國直接到達當地登陸。
中部特混編隊的目標是奧蘭，包括美軍第509傘降步兵旅、第1步兵師及第1裝甲師，人數總共為18,500人，他們從英國起航及由埃德·弗雷登道爾少將指揮，海軍艦隊由湯姆·特魯布里奇海軍准將指揮。
東部特混編隊的目標是阿爾及爾，由肯尼思·安德森陸軍中將，包括英軍第78步兵師及美軍第34步兵師，人數總共為20,000人，海軍艦隊由埃文斯·伯勒海軍上將指揮。
空軍力量行動分為兩部分，在阿爾及利亞東部的英國皇家空軍由威廉·威爾士爵士空軍元帥指揮，在西部的美國陸軍航空隊由吉米·杜立特將軍指揮，他直接受巴頓將軍的指揮。

### 卡薩布蘭卡
西部特混編隊在1942年11月8日日出前分別在3個不同地點登陸：摩洛哥的薩菲（黑石行動）、穆罕默迪耶（灌叢行動）及邁赫迪耶克尼特拉（門柱行動），由於相信維琪法軍不會進行抵抗，盟軍因此沒有預先的炮火準備。
在之前一晚，法國將軍貝圖阿爾曾嘗試突襲，其部隊包圍維琪法國將領查爾斯·阿瑞斯特·保羅·諾蓋斯少將的別墅，但諾蓋斯用電話指揮就近的維琪法軍阻止了這次襲擊，加上這次襲擊令諾蓋斯意識到盟軍的入侵即將來臨，因此他立即命令加強維琪法軍的海岸防禦工作。
在薩菲港盟軍的登陸非常成功，最初登陸時盟軍沒有開火，希望法軍不會抵抗，但當維琪法軍的海岸炮群開火攻擊盟軍運輸船隻後，盟軍開火還擊，當盟軍司令哈蒙將軍到達後，法軍狙擊兵攻擊在薩菲海灘的入侵部隊（大部分還是第一次這樣做），大部分登陸行動均比時間表落後；航空母艦艦載機提供的空中支援攻擊了法軍為增援守軍而開出的車隊，薩菲的守軍在11月8日中午投降，到11月10日剩下的守軍被消滅，哈蒙將其大部分部隊開往圍攻卡薩布蘭卡。
在克尼特拉一帶，登陸部隊在苦戰之中，而第2波登陸被迫延遲，這給予維琪守軍一些時間重組防務，而繼後的登陸行動在海軍炮火支援下進行，航空母艦艦載機的支援下，進攻部隊掃除障礙及攻佔目標。
在穆罕默迪耶一帶（最大的一支登陸部隊共19,000人），天氣情況對登陸行動極為不利，在日出後登陸灘頭處於維琪法軍炮火控制下，美國將軍巴頓在早上8時正登岸，稍後登陸灘頭變得鞏固，美軍於11月10日包圍卡薩布蘭卡，該城在盟軍最後總攻開始後1小時內投降。
一般來說，維琪法軍在摩洛哥境內的抵抗微弱（除了海岸炮台），維琪法國海軍在卡薩布蘭卡駐有一支強大的分遣艦隊，包括未完工的戰列艦讓·巴爾號、數艘巡洋艦及驅逐艦向灘頭堡發動突襲，但被強大炮火擊退，法軍損失了很多艦隻，主要艦隻逃脫及加入盟軍作戰。

### 奧蘭
中部特混艦隊分別在3個灘頭登陸、兩個在奧蘭以西而另一個在東面，在最西面灘頭的登陸被延遲因為當盟軍的掃雷艇正在開闢通道時，一艘法國護衛艦出現，一些延遲及誤會、對登陸艦隻的破壞是因為水深及沙土深永不足；雖然已經通過望遠鏡觀察過，但沒有任何情報人員在海灘上登陸以決定狀況，這與後來的兩棲突擊如諾曼第戰役不一樣，他們會大君主作戰在入侵前的偵察情報。
美軍遊騎兵第1營在奧蘭以東登陸及很快攻佔了阿爾澤的海岸炮台，美軍步兵亦嘗試直接在港口登陸，以阻止守軍破壞港口設施及炸沉船隻，但這個代號為後備役軍人行動的計劃卻因兩艘盟軍驅逐艦被法軍艦隻的交叉火力擊毀而失敗，法國海軍艦隻從港口突圍及攻擊盟軍入侵艦隊，但它們卻很多被擊沉或擊傷。
法軍炮群與入侵艦隊在1942年11月8日至11月9日間不斷交火，同時法軍在奧蘭及附近一帶頑強抗擊，但英國皇家海軍戰列艦的強大炮火卻迫使守軍在11月9日投降。

#### 空降行動
火炬行動中美軍傘兵在第二次世界大戰首次參戰，美軍第509傘降步兵旅從英國登機，穿過西班牙領空，意圖在奧蘭附近空降及攻佔Tafarquay及Youk-Les-Bains機場，空投時在航行及與地面上的法軍之溝通出現問題，因此很多傘兵在沙漠上降落，雖然該旅傷亡慘重，但仍然攻佔兩個機場。

### 阿爾及利亞

#### 抵抗與政變
根據在歇爾謝爾的協議，協議是在1942年11月8日凌晨生效及持續至早上，當入侵部隊到達海岸時，一支為數400人的法國守軍在阿爾及爾進行抵抗，他們佔領電話轉換機樓、電台、政府建築物及第19軍總司令部。
羅拔·梅菲勸諫法軍在北非的高級指揮官阿爾方斯·朱安將軍及其他抵抗者投降，當抵抗者投降後，朱安變成了戰俘，梅菲要求朱安投靠盟軍，但突然發生出乎意料的事：維琪法軍總司令弗朗索瓦·達爾朗海軍上將突然在阿爾及爾出現，朱安堅持要同達爾朗接觸，而梅菲不能夠促成他們其中一方與盟軍合作，在早上維琪法國憲兵隊到達及釋放了朱安及達爾朗。
在這天法軍失去了時間以固守在政變時攻佔的地區，令盟軍可以在沒有遇到抵抗下包圍阿爾及爾。

#### 入侵

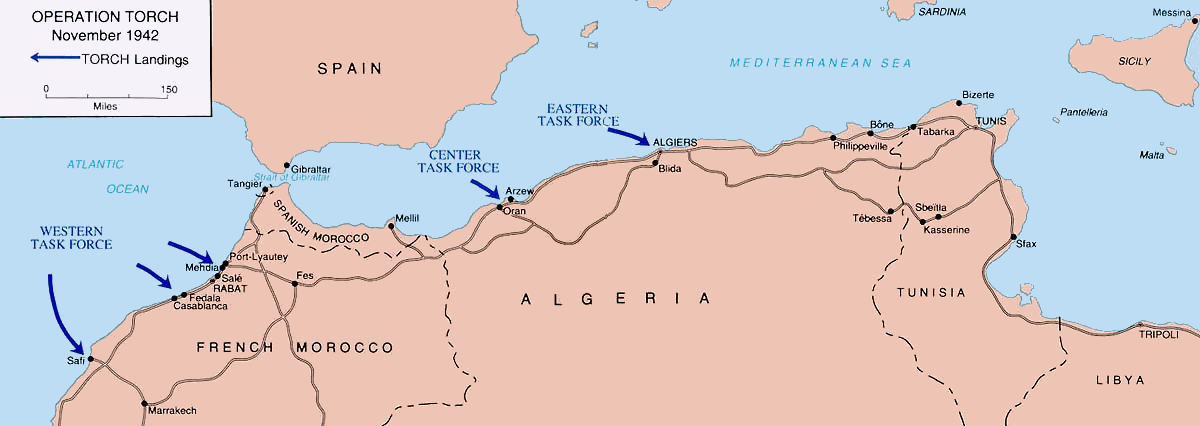
火炬行動戰役示意圖

入侵阿爾及爾的部隊是由美軍第34步兵師及英軍第78步兵師的一個團組成，以第78步兵師的剩餘作為預備隊，由第34步兵師師長查理·W·賴德少將指揮第一登陸波，因為他們相信法軍對美軍指揮官的反應比對英軍的為佳，登陸行動分別在3個海灘之間進行，兩個在阿爾及爾西面而另一個在東面，有些部隊登陸在錯誤的海灘上，但這些影響不大因為法軍實際上沒有抵抗；海岸炮台在法軍抵抗時保持中立，一名法軍指揮官更公開歡迎盟軍。
唯一的戰鬥發生在阿爾及爾港，在碼頭行動中兩艘英軍驅逐艦嘗試在泊位上直接將一支美軍遊騎兵送上岸，以阻止破壞港口設施及炸沉船隻，重型炮火攻擊阻止了其中一艘的登陸行動，另一艘將行動推遲了數小時，共將250名步兵送上岸。
登陸部隊很快向內陸推進；朱安將軍在下午6時正率領全城向盟軍投降。

## 结果

### 政治結果
情況很快變得清楚，亨利·吉羅沒有足夠權力指揮法軍，而且他留在直布羅陀等待登陸結果，艾森豪在羅斯福及邱吉爾的支持下與達爾朗達成協議，如果他加入盟軍陣營，他可以控制在北非的法軍，這表示維琪法國勢力仍然留在北非，包括其希特勒式的法律及集中營，同時法蘭西抵抗運動、自由法國的夏爾·戴高樂向盟軍特派員表示反對，但問題維持不太久，1942年12月24日一名法國本土反納粹人士刺殺了達爾朗。戴高樂取代其位置，他保留了維琪勢力及在沒有梅菲反對下於11月8日拘捕阿爾及利亞抵抗運動領袖。
當阿道夫·希特勒及貝尼托·墨索里尼知道達爾朗意圖投靠盟軍時，義大利出兵控制法國南部及蔚藍海岸等地包括土倫、坎城、格勒諾布尔和科西嘉島等地，其餘被德國佔領，維希法國滅亡。以及增援在非洲的軸心國軍隊。
達爾朗戴高樂的機構，最初絕對是維琪分子，他們最终在戰爭中對抗德國及義大利，實行民主化及將維琪高層分子清除，最終與在倫敦的自由法國運動委員會合併，數月後由戴高樂領導的法蘭西全國解放委員會正式成立（雖然羅斯福總統反對），成為美國及英國共同承認的法國政府。

### 軍事上的影響

#### 土伦
《第二次贡比涅停战协定》的条款之一为法国南部的“自由區”归维希法国自治，但维希军在火炬行动中没有进行什么强有力的抵抗，以及戴高乐在北非的新政策让德国人对法国的情况愈发谨慎。德国和意大利随后联手占领了法国，納粹德國陸軍于11月10日前往土伦准备接手维希的海军，最终致使法國艦隊在土倫港自沉。

#### 突尼斯
盟軍全面佔領北非及美國海軍介入地中海戰事也標誌著意大利完全地失去了地中海制海權。
從1942年11月8日至11月10日突尼西亞法軍司令巴雷將軍將整個國家開放給德國人及義大利人撤向阿爾及利亞邊境，11月14日開始，朱安命令巴雷進行抵抗，但巴雷直至11月18日才與德義聯軍戰鬥，雖然缺乏裝備，在突尼西亞的法軍仍然勇敢地戰鬥，法國人很快就得到英國人的幫助。
在法國殖民地會合後，盟軍進入突尼西亞，英國第1軍團在肯尼思·安德森中將指揮下幾乎到達突尼斯，但德軍瓦爾騰奈寧將軍在朱代伊德發動反攻將英軍逐回，到1943年1月由埃爾溫·隆美爾指揮的德國及義大利軍由義屬利比亞向西撤退到義大利控制的突尼西亞。
在東面由伯納德·勞·蒙哥馬利指揮的英國第8軍團停留在的黎波里以等待增援，在西面安德森的部隊於1943年1月14日及2月19日分別在費德隘口及凱塞林隘口遭到攻擊，盟軍被迫潰退直至1月22日盟軍大量增援部隊擊退德義聯軍為止。
哈羅德·亞歷山大將軍在2月底到達突尼西亞指揮作戰，軸心國軍在3月份再次進攻，3月6日從麥迪邁向東進攻但很輕易被擊退，隆美爾建議希特勒容許進行全面後撤至新的防線但被拒絕，3月9日隆美爾離開突尼西亞及由漢斯-於爾根·馮·阿尼姆代替，他把部隊後撤超過100英哩（160 公里）至突尼西亞北部。
這些後撤令盟軍可集中其力量及改善其通訊線路和行政以新迎接新一輪主要進攻，第1軍團及第8軍團進攻軸心國軍，戰況十分激烈，但盟軍的海上及空中力量切斷了德國及義大利在突尼西亞和義大利西西里島之間的供應線，5月6日在火神行動的高潮中，英軍攻佔突尼斯及美軍攻佔比塞大，5月13日所有在突尼西亞的德義聯軍向盟軍投降。
盟軍亦隨後在1943年夏登陸意大利本土的西西里島。巴黎放置了一個紀念碑以慶祝1942年11月8日發生的事件，紀念碑是以在這天發生的事件來命名。

### 戰爭正式報告
- Les Cahiers Français, La part de la Résistance Française dans les évènements d'Afrique du Nord (Official reports of French Resistance Group leaders who seized Algiers on 8 November 1942, to allow allied landing), Commissariat à l'Information of Free French Comité National, London, Aug. 1943.

### 戰爭回應報告
- Melvin K. Whiteleather, Main street's new neighbors, J.B. Lippincott Co., Philadelphia, 1945.

### 學術參考
- Anderson, Charles R. . CMH Online bookshelves: WWII Campaigns. Washington: US Army Center of Military History. 1990?  [2008-03-18]. CMH Pub 72-11. （原始内容存档于2007-12-08）.
- Aboulker, Professeur José; Levisse-Touzé, Christine. . Espoir (Paris). 2002, (n° 133) （法语）.
- Breuer, William B. . New York: St.Martins Press. 1985.
- Danan, Professeur Yves Maxime. . Paris: L.G.D.J. 1963 （法语）.
- Funk, Arthur L. . University Press of Kansas. 1974.
- Howe, George F. . CMH Online bookshelves. Washington: US Army Center of Military History. 1991 [1957]  [2008-03-18]. CMH Pub 6-1. （原始内容存档于2007-10-15）.
- Levisse-Touzé, Christine. . Paris: Albin Michel. 1998 （法语）.
- Meyer, Leo J. . Greenfield, Kent Roberts  (编). . CMH Online bookshelves. Washington: US Army Center of Military History. 2000 [1960]  [2008-03-18]. CMH Pub 72-7. （原始内容存档于2007-12-11）.
- Michel, Henri. . Paris: Hachette. 1993.
- Moses, Sam. . Random House. Nov 2006.

### 一般參考
- Rick Atkinson, An Army at Dawn, Henry Holt, 2002 (ISBN 0-8050-6288-2).

## 外部連結
- The Decision To Invade North Africa (TORCH) （页面存档备份，存于）
- US Army history of the operation （页面存档备份，存于）
- A detailed history of 8th November 1942
- Combined Ops （页面存档备份，存于）
- USS Augusta (CA-31) - Flagship of Operation Torch (Western Naval Task Force) （页面存档备份，存于）
- The accord Franco-Américan of Messelmoun (in French)
- Operation TORCH Planning Exercise by Stephen Sledge （页面存档备份，存于） (Very detailed)
- Royal Engineers Museum Royal Engineers and Second World War (Operation Torch)
- Report of the Commander-in-Chief Allied Forces to the Combined Chief of Staff on Operations in North Africa （页面存档备份，存于）
- Operation Torch: Allied Invasion of North Africa （页面存档备份，存于） article by Williamson Murray
- Eisenhower's report on operation Torch